# Fitzhugh Lee

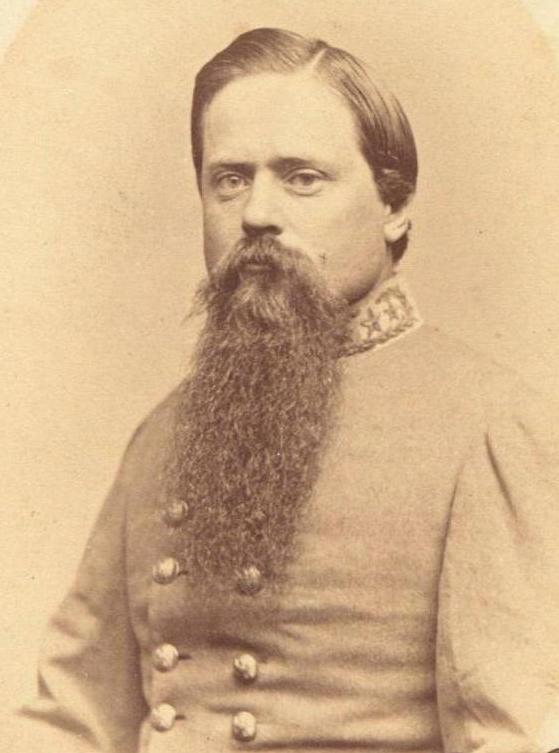
Fitzhugh Lee während des Amerikanischen Bürgerkrieges in konföderierter Uniform

Fitzhugh Lee (* 19. November 1835 in Clermont, Fairfax County, Virginia; † 18. April 1905 in Washington, D.C.) war vor dem Amerikanischen Bürgerkrieg Offizier im US-Heer und  während des Krieges General des konföderierten Heeres. Nach dem Krieg war der Neffe Robert E. Lees Gouverneur von Virginia, US-Diplomat und diente als General des US-Heeres im Krieg gegen Spanien.

## Leben und Wirken
Lee war der Sohn des Marineoffiziers Sidney Smith Lee und ein Enkel von Henry Lee. Seine Mutter war eine Enkelin des virginischen Politikers George Mason; zu seinen Onkeln gehörten die späteren konföderierten Generale Robert Edward Lee und Samuel Cooper.
Lee besuchte die US-Militärakademie in West Point, New York (deren Direktor zu dieser Zeit sein Onkel Robert war) und schloss sie 1856 als 45. seines Jahrgangs ab. Als Leutnant der Kavallerie diente er danach im 2. US-Kavallerie-Regiment, dessen stellvertretender Kommandeur wieder sein Onkel Robert war. Lee zeichnete sich im Kampf gegen die Komantschen in Texas aus. 1860 wurde er als Kavallerieausbilder nach West Point berufen, schied jedoch 1861 nach der Sezession Virginias aus dem Heer aus und schloss sich den Streitkräften der Konföderation an.
Lee wurde zunächst dem Stab von General Ewell zugeteilt. Im August 1861 wurde er zum stellvertretenden Kommandeur des 1. Virginia-Kavallerie-Regiments ernannt und übernahm ab März 1862 die Führung des Regiments mit dem Dienstgrad Oberst. Lee diente unter General Jeb Stuart während der Feldzüge von 1862 und 1863 und stieg unter ihm zum Brigadegeneral und Generalmajor auf. Besonders zeichnete er sich im Mai 1863 aus, als er während der Schlacht bei Chancellorsville mit seiner Kavalleriebrigade General Jacksons Flankenmarsch abschirmte.

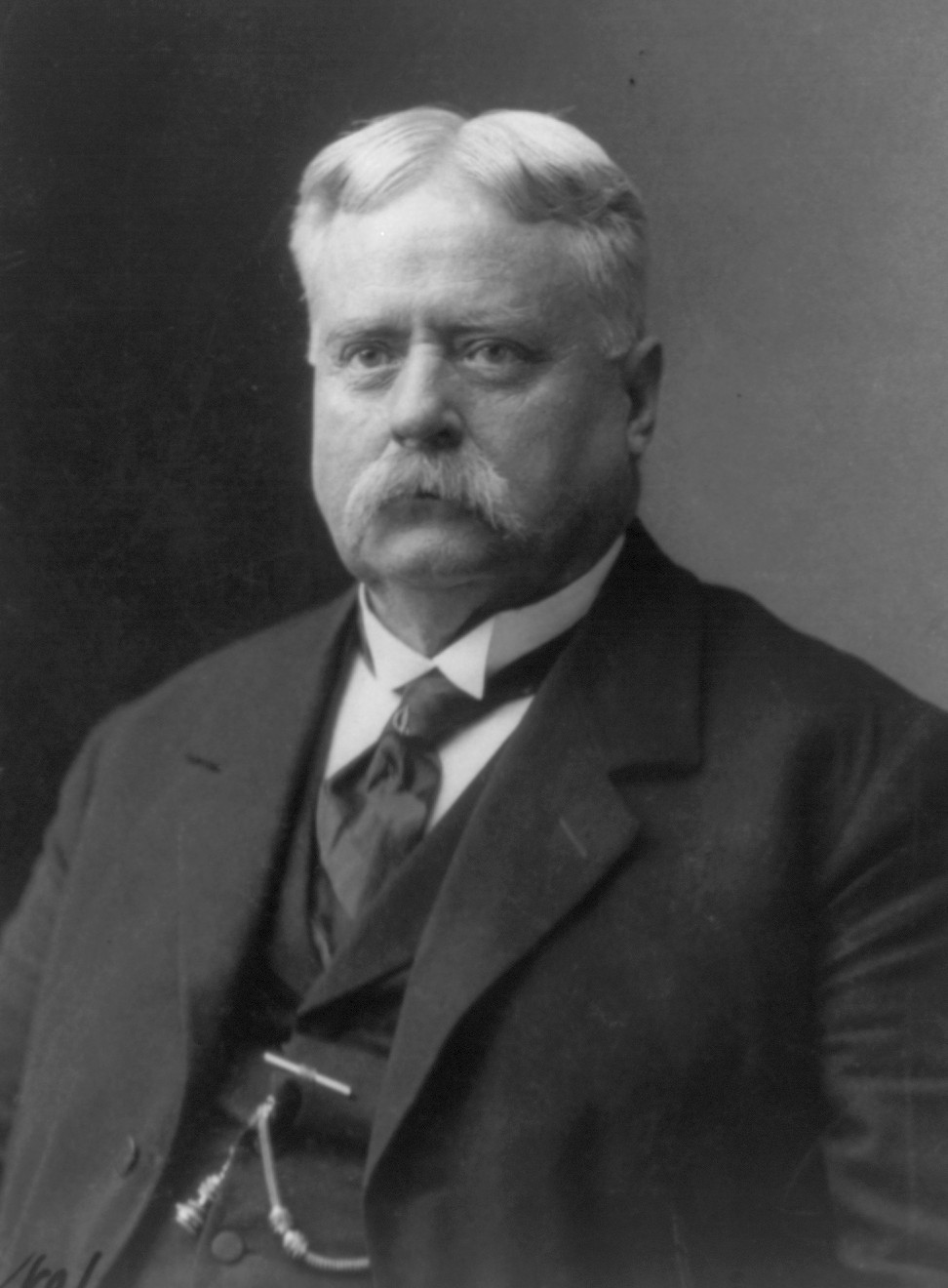
Fitzhugh Lee (1895)

Nach der Reorganisation des Kavalleriekorps der Nord-Virginia-Armee im September 1863 wurde Lee Kommandeur einer Kavalleriedivision, mit der er an der Schlacht in der Wilderness teilnahm. Nach Stuarts tödlicher Verwundung in der Schlacht an der Yellow Tavern diente er unter anderem vor Petersburg und im Shenandoahtal, wo er in der dritten Schlacht bei Winchester verwundet wurde. Als Wade Hampton im Frühjahr 1865 nach South Carolina gegen US-General Sherman entsandt wurde, wurde Lee Kommandierender General des Kavalleriekorps der Nord-Virginia-Armee. Er kommandierte es bei Dinwiddie Court House, Five Forks und während des Appomattox-Feldzuges.
Nach dem Krieg widmete sich Lee seiner Farm im Stafford County, Virginia und engagierte sich politisch. 1886 wurde er zum Gouverneur seines Heimatstaates gewählt. Dieses Amt hatte er bis 1890 inne. Sechs Jahre später wurde er amerikanischer Generalkonsul in Havanna und als 1898 der Spanisch-Amerikanische Krieg begann, wurde er zum Generalmajor der Freiwilligen des US-Heeres befördert und zum Kommandierenden General des VII. US-Korps ernannt. Das Korps kam aber nie zum Einsatz. Im Anschluss an den Krieg war er Befehlshaber des Wehrbereichs Missouri. Lee setzte sich 1901 als Brigadegeneral des regulären Heeres zur Ruhe. Vier Jahre später starb er in Washington.
Lee hatte zahlreiche Schriften verfasst. Die bekannteste davon ist wohl „General Lee: A Biography of Robert Edward Lee“, eine Biographie seines berühmten Onkels (und Vorgesetzten) Robert Edward Lee.